# Aaron D. Spears
Aaron Darnell Spears (ur. 10 lipca 1971 roku w Waszyngtonie, w Dystrykcie Kolumbii) – afroamerykański aktor telewizyjny i kompozytor, powszechnie znany z roli Justina Barbera w operze mydlanej CBS Moda na sukces (The Bold and the Beautiful).

## Wybrana filmografia

### Seriale TV
- 1997: Sunset Beach jako oficer Washington
- 1999: Niebieski Pacyfik (Pacific Blue) jako Roger Franklin
- 2001: Bez pardonu (The District) jako
- 2002: Wszyscy kochają Raymonda (Everybody Loves Raymond) jako Rick
- 2002: CSI: Kryminalne zagadki Miami (CSI: Miami) jako Jerry, kierowca policyjny
- 2002: Z Archiwum X (The X-Files) jako pewny strażnik
- 2003: Anioł ciemności (Angel) jako strażnik
- 2004: Szpital miejski (General Hospital) jako oficer Watkins
- 2004: Babski oddział (The Division) jako Calvin Morse
- 2006: Kości (Bones) jako agent Walt Sugarman
- 2006: Zabójcze umysły (Criminal Minds) jako Gerald Dupree
- 2008: Orły z Bostonu (Boston Legal) jako Terrence Maxwell
- 2009-2022: Moda na sukces (The Bold and the Beautiful) jako Justin Barber
- 2022-: The Black Hamptons jako Sergeant Lane

### Filmy
- 2006: Babel jako oficer #2
- 2009: Stary, kocham cię (I Love You, Man) jako Terrell